# Милићи
Милићи су насељено мјесто седиште истоимене општине у Републици Српској, БиХ. Према прелиминарним подацима пописа становништва 2013. године, у насељеном мјесту Милићи укупно су пописана 2.152 лица.

## Географија
Милићи су смјештени на ушћу двије ријеке, Зелени и Студени Јадар. Просјечна надморска висина је 275 м.

## Историја
Општина Милићи постојала је од 1945. до 1962. када је припојена општини Власеница.
1992. године, због економске оправданости и неких других фактора, општина је поново основана са 54 насеља која је имала у свом саставу до укидања.
У селу Герови налазе се остаци града-тврђаве, коју је по предању у 15. вијеку саградила Јерина Бранковић, жена деспота Ђурђа Бранковића (рођена Ирина Кантакузин, у народној традицији позната као Проклета Јерина).
Овде се налази Парк великана у Милићима.

## Спорт
Спорт у Милићима има традицију од 1972. године када  је основан први фудбалски клуб. Милићи су географски идеални за развој спорта и обилују спортским садржајима. У Милићима постоји вишенамјенска дворана спорта којом управља Спортски центар Милићи, који је један од главних зупчаника развоја спорта.
У Милићима постоје терени за фудбал, футсал, кошарку, баскет, тенис, одбојку на пијеску, бициклистичке стазе и тренинг паркове. Од скоро функционише Санкалиште које је драгуљ понуде.
Обиље паркова и трим стаза према Лукавици, преко средње тешких Милића брдо, Бишина, Доњи Залуковик до тежих Јеринин град, Лисина, Бијеле воде омогућавају бављење различитим спортовима, као што је брзо ходање, бициклизам, трчање, вожња мотора и квадова, јахање, пецање пастрмке и сл.
Из Милића је 16. јуна 2012. кренула пета етапа бициклистичке трке „Кроз Србију“.

## Становништво
|             | 2013.          | 1991.          | 1981.          | 1971.        | 1961.        |
| Укупно      | 2 272 (100,0%) | 2 414 (100,0%) | 1 546 (100,0%) | 506 (100,0%) | 315 (100,0%) |
| Срби        | 2 258 (99,38%) | 2 229 (92,34%) | 1 385 (89,59%) | 468 (92,49%) | 303 (96,19%) |
| Хрвати      | 7 (0,308%)     | 3 (0,124%)     | 10 (0,647%)    | 15 (2,964%)  | –            |
| Бошњаци     | 4 (0,176%)     | 107 (4,432%)1  | 43 (2,781%)1   | 7 (1,383%)1  | 1 (0,317%)1  |
| Остали      | 2 (0,088%)     | 47 (1,947%)    | 1 (0,065%)     | 3 (0,593%)   | –            |
| Неизјашњени | 1 (0,044%)     | –              | –              | –            | –            |
| Југословени | –              | 28 (1,160%)    | 98 (6,339%)    | –            | 4 (1,270%)   |
| Црногорци   | –              | –              | 8 (0,517%)     | 13 (2,569%)  | 4 (1,270%)   |
| Мађари      | –              | –              | 1 (0,065%)     | –            | 3 (0,952%)   |

1. 1 На пописима од 1971. до 1991. Бошњаци су пописивани углавном као Муслимани.

| Демографија | Демографија | Демографија |
| Година      | Становника  | Становника  |
| ----------- | ----------- | ----------- |
| 1971.       | 506         |             |
| 1981.       | 1.546       |             |
| 1991.       | 2.414       |             |
| 2013.       | 2.152       |             |